# Incus
In meteorologia, la dizione incus (dall'analoga parola in latino, con il significato di "incudine") indica una caratteristica accessoria delle nubi che consiste in una estesa protuberanza di aspetto liscio e piatta nella sua parte superiore che ricorda la forma di un'incudine.

## Caratteristiche
Si forma quando la corrente ascendente presente in nubi del genere cumulonimbus ha raggiunto il livello di stabilità stratosferica e l'aria in risalita, avendo perso la sua spinta propulsiva ascendente, tende ad allargarsi formando la caratteristica forma liscia e piatta superiormente che ricorda quella di un'incudine.
È esclusiva del genere cumulonimbus e identifica in particolare la specie cumulonimbus incus. La presenza della caratteristica incus denota una situazione in cui il temporale ha raggiunto la sua fase matura, susseguente al precedente stadio di cumulonimbus calvus.